# 로버트 매캐먼
로버트 매캐먼(Robert R. McCammon, 1952년~ )는 미국의 소설가이다.

## 개요
스티븐 킹, F. 폴 윌슨등과 함께 20세기 말 아메리카 호러 르네상스를 이룩했던 미국 소설가로, 지금까지 발표한 16권의 작품 중 10권이 <뉴욕타임스>의 베스트셀러에 올랐다.
로버트 매캐먼은 앨라배마 주 버밍햄에서 태어나 앨라배마 주립대학에서 저널리즘을 공부했다. 1978년 《Baal》로 데뷔한 이후 꾸준히 호러, 판타지 계열의 소설을 발표했다. 1980년대 가장 인기 있는 호러 작가 중 한 명이었으나 이후 미스터리, SF, 역사 소설, 성장 소설 등으로 자신의 영역을 넓혀갔다.
작가로서의 본격적인 명성은 1987년 발표한 《스완 송》부터 시작되었다. 원고지 5,000매에 달하는 이 대작은 환상문학계의 최고상이라 할 수 있는 브램 스토커상을 수상했고, 그의 작품 중 처음으로 <뉴욕타임스> 베스트셀러에 올랐다. 세기말을 다룬 종말문학의 최고작으로 평가받는 《스완 송》은 같은 분야의 걸작인 스티븐 킹의 《스탠드》를 능가한다는 평을 받으며 놀라운 판매를 기록했다.
《Stinger》 《MINE》 등 이후 발표하는 모든 작품이 <뉴욕타임스> 베스트셀러에 올랐고, 브램 스토커상에 무려 8차례나 이름을 올리는 등 로버트 매캐먼은 대중 소설을 쓰는 작가로서 최고의 절정기를 맞았다. 자신의 유년 시절을 회상하며 쓴, 1991년 작 《소년시대》는 브램 스토커상과 월드 판타지상을 동시에 수상하는 위업을 달성했고 세계 17개국 언어로 출간되는 등 독자와 평단의 엄청난 찬사를 이끌어냈다.
하지만 1993년 로버트 매캐먼은 최고의 자리에서 돌연 작품 발표를 멈춘다. 글쓰기에 대한 고민을 덜고 가족과 함께 더 많은 시간을 보내고 싶다는 소박한 이유 때문이었다. 출판사와 에이전시의 끈질긴 설득에도 움직이지 않았던 그는 2002년 《Speaks the Nightbird》라는 작품을 다시 선보인다. 이 작품 역시 10여 년이라는 공백이 무색할 만큼 독자와 평단의 지지를 얻었다.
로버트 매캐먼은 앨라배마 버밍햄에서 부인과 딸과 함께 살고 있으며, 최근 록 밴드의 생존기를 다룬 《The Five》를 출간했다.

## 수상 내역
- Usher's Passing (1984) - 앨라배마 주 도서관 협회 작가 상
- Swan Song (1987) - 브램 스토커상(스티븐 킹의 <미저리>와 공동 수상)
- Blue World (1990) – 월드 판타지상 베스트 단편소설집
- Mine (1990) - 브램 스토커상
- Boy's Life (1991) - 브램 스토커상, 월드 판타지상

## 한국어 번역 작품

### 소설
- 2011.05 / 소년시대 / Boy’s Life / 김지현 번역
- 2011.07 / 스완 송 / Swan Song / 서계인 번역